# И Си Скотт
И Си Скотт (англ. E.C. Scott; род. 14 сентября 1951, Окленд, Калифорния, США) — американская блюзовая певица, автор песен, продюсер. Номинант Blues Music Awards в номинациях «Исполнительница соул-блюза» (1996, 1999, 2001—2004), «Альбом соул-блюза» (2001).

## Биография
Большинство источников говоря о настоящем имени певицы, называет Экреттия Джейкобс (англ. Ecrettia Jacobs), и указывают дату рождения конец 1950-х  , но исследователи Боб Игл и Эрик ЛеБлан говорят, что её настоящее имя Экреттия Пиви (англ. Ecrettia Peevy) и год рождения 1951 . Она училась в старшей школе Skyline High School в Окленде, и отмечена в списке выпускников 1970 года.  
В детстве она пела в местной церкви John Missionary Baptist Church, но позднее развернулась в сторону соул-музыки, которую слушала её старшая сестра. Скотт начала петь в ночных клубах с 16 лет, в основном джаз, и стала профессиональным музыкантом в 18 лет. Вскоре она вышла замуж, родила троих детей, и это прервало её музыкальную карьеру. Когда дети подросли, она возобновила карьеру, создав собственную группу Smoke, и сконцентрировавшись на блюзе и R&B. Выступала в клубах в окрестностях Сан-Франциско.  
Дебютировала в 1989 году, выпустив сингл Just Dance With Me на собственном лейбле, который создал ей базу поклонников на местном уровне. Она была приглашена на ряд фестивалей и других площадок, а в 1994 году подписала контракт с Blind Pig Records, где выпустила в 1995 году первый альбом Come Get Your Love. Blues Revue после выхода альбома написал что: «У Скотт одна из самых сексуальных, плавных и самых сдержанных подач в жанре, и она к тому же мощный артист. EC — прекрасная соул-певица и эффективный блюзовый интерпретатор» . Living Blues отметил что «И Си Скотт должна быть причислена к лучшим из многообещающих блюзовых певиц последних лет» . В 1996 году певица была номинирована на Blues Music Awards как лучшая исполнительница соул-блюза. Следующий альбом Hard Act to Follow вышел в 1998 году и снова певица получила ту же номинацию.  DownBeat, поставив альбому четыре звезды, отметил, что «Скотт готовит крепкий набор из блюза в стиле баррелхаус, отбивающего ритм пальцами фанка, смелого ритм-энд-блюза 60-х и пары соул-красот». Популярность её стала расти, она была приглашена на блюзовый фестиваль в Сан-Франциско, на Briggs Farm Blues Festival и Sarasota Blues Fest. Высшей точкой карьеры стал альбом  Masterpiece, который был номинирован на звание лучшего альбома соул-блюза. Музыкальный критик Билл Миловски писал что: "Она ловко переключается с джазового шаффла, таких как «Too Good to Keep to Myself» и «If You Don't Love Me» на хриплые рок-песни, такие как «Living for the Weekend» и «Party», от кантри, таких как «What a Good Feeling» и «Wise as a Fool», на госпел «Make-a-Man Kit» и «Shine on Me» и на фанковые композиции, такие как «Running», «Funkafied Blues» и заглавный трек . Однако компания контракт не продлила и следующий альбом, со своими оригинальными песнями, певица выпустила на собственном лейбле Black Bud Records. В записи альбома как гость принимал участие Литтл Милтон. На одну из песен певица сняла видеоклип, но с удивлением обнаружила что в США не существует общедоступной блюзовой телепередачи, и для трансляции клипа можно задействовать лишь собственный вебсайт и впоследствии YouTube. В ноябре 2006 года она представила первое шоу общедоступной телевизионной программы EC's Jook Joint, которая охватывает восемь миллионов домохозяйств через около 350 вещательных станций по всей стране. Программа включает видеозаписи блюзовых выступлений, а Скотт выступает в качестве телеведущей.
Кроме того певица создала собственную компанию ECS Productions Скотт и стала работать менеджером ряда групп, исполняющих блюз, поп или госпел, а также снимает клипы для других блюзовых музыкантов, например для Ронни Бейкер Брукса. Время от времени выступает сама, так в 2009 году выступала на фестивале Biscuits & Blues в Сан-Франциско, гастролировала по Европе, в 2011 году выступала на Riverfront Blues Festival  
Живёт в Юнион-Сити, Калифорния, в доме, оборудованном домашней студией для съемок передачи EC's Jook Joint. На 2024 год планировался выход нового альбома. 
Джерри Векслер, соучредитель Atlantic Records, назвал EC Scott «честной певицей соула» .

## Дискография
| Год  | Название             | Лейбл             |
| ---- | -------------------- | ----------------- |
| 1995 | Come Get Your Love   | Blind Pig Records |
| 1998 | Hard Act to Follow   | Blind Pig Records |
| 2000 | Masterpiece          | Blind Pig Records |
| 2003 | The Other Side of Me | Black Bud Records |